# Pietro Desani
Pietro Desani, né le 17 novembre 1595 à Bologne en Émilie-Romagne et mort le 14 septembre 1657 dans cette même ville, est un peintre italien baroque actif  principalement à Bologne et à Reggio d'Émilie au XVIIe siècle.

## Biographie
Pietro Desani était un peintre italien de la période baroque, actif principalement à Bologne et à Reggio, disciple de Leonello Spada. Orazio Talami fut un de ses élèves.

## Œuvres

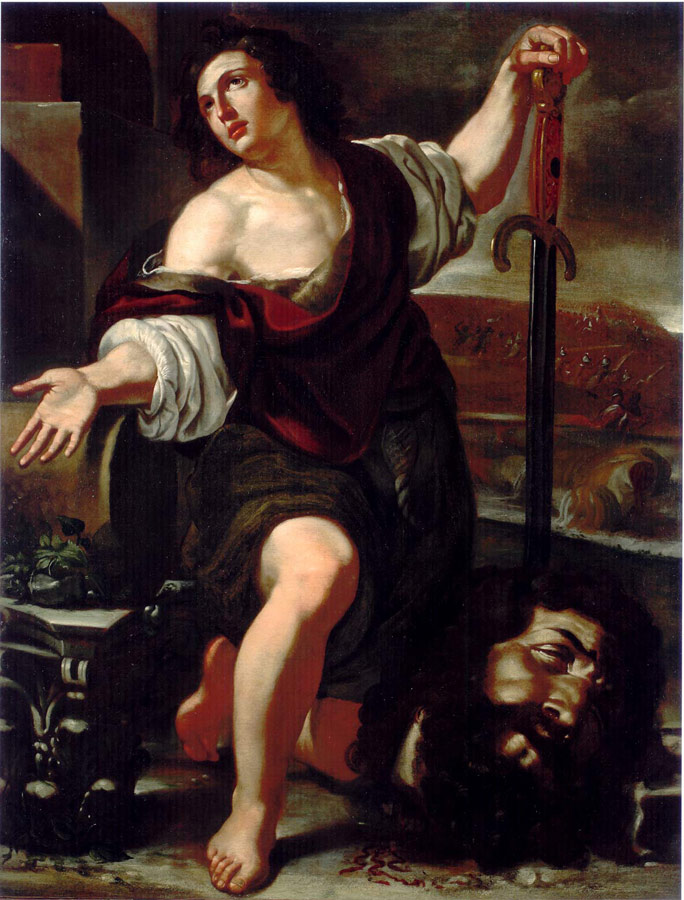
David et la tête de Goliath, coll. part.

- Crucifixion avec la Vierge, Madeleine et Saint Jean, église del Corpo di Christo.
- Saint François recevant les stigmates, église des Pères zoccolanti.
- Le Martyre de saint Laurent, église Sant'Agostino de Reggio d'Émilie.
- Voûte de la chapelle Calcagni et Casotti de la basilique Notre-Dame de la Ghiara à Reggio d'Émilie, avec les quatre évangélistes dans les pendentifs, huit ordres religieux dans les compartiments inférieurs, les Vertus relatives dans le supérieur et la Religion au centre.

## Sources
- (en) Cet article est partiellement ou en totalité issu de l’article de Wikipédia en anglais intitulé « Pietro Desani » (voir la liste des auteurs).